# 纳维·皮莱
納瓦尼特姆·「納維」·皮莱（1941年9月23日—），南非女法官，自2008年9月起至2014年8月底任联合国人权事务高级专员。她是南非高等法院首位非白人法官，曾任国际刑事法院法官和卢旺达问题国际刑事法庭庭长。

## 早年
1941年9月23日，皮萊生于南非德班的一个贫穷地区。皮萊具有印度泰米尔人血统，她的父亲是一个巴士司机。1965年1月，她与律师加比·皮萊（Gaby Pillay）结婚。
依靠当地印度人社区的资助，皮萊於1963年及1965年分別取得納塔爾大學的文学士與法学学士学位。后来，她又前往哈佛大学法学院深造，并于1982年及1988年分別取得法学硕士與博士学位，更成为首位获得哈佛大学法学博士的南非人。

## 职业

### 联合国人权高专
2008年7月24日，联合国秘书长潘基文提名皮萊，接替路易絲·艾伯担任人权高专。2008年7月28日舉行的联合国大会的特别会议上，該提名獲全體成員國一致通过。她从2008年9月1日展開為期四年的任期，皮萊就任後表示，人权高专要时刻代表“全球各地受害者的声音”。

## 奖项与荣誉
2003年，她获得美国的Gruber女权奖（Gruber Prize for Women’s Rights）。皮萊獲杜伦大学、纽约城市大学法学院（City University of New York School of Law）、伦敦政治经济学院以及羅德斯大學（位于南非東開普省格拉罕鎮）授予名誉学位。2009年，《福布斯》杂志把她评为全球第64名最有权力的女性。